# KFNB – Minotaurus und Ajax
| KFNB „MINOTAURUS“ und „AJAX“ | KFNB „MINOTAURUS“ und „AJAX“ | KFNB „MINOTAURUS“ und „AJAX“ |
| ---------------------------- | ---------------------------- | ---------------------------- |
|                              |                              |                              |
| Technische Daten             |                              |                              |
| Baujahr                      | 1841                         |                              |
|                              | vor Umbau                    | nach Umbau                   |
| Bauart                       | B1 n2                        | B1 n2                        |
| Zylinder-Ø                   | 360 mm                       | 356 mm                       |
| Kolbenhub                    | 507 mm                       | 511 mm                       |
| Treibrad-Ø                   | 1554 mm                      | 1581 mm                      |
| Laufrad-Ø vorne              | –                            | –                            |
| Laufrad-Ø hinten             | 1106 mm                      | 1106 mm                      |
| Fester Radstand              | 3457 mm                      | 3477 mm                      |
| Gesamtradstand               | 3457 mm                      | 3477 mm                      |
| Gesamtradstand + Tender      | k. A.                        | k. A.                        |
| Heizfl. d. Rohre             | 34,5 m²                      | 60,6 m²                      |
| Heizfl. d. Feuerbüchse       | 5,8 m²                       | 6,4 m²                       |
| Rostfl.                      | 1,06 m²                      | –                            |
| Dampfdruck                   | 5,1                          | 6,5                          |
| Gewicht (leer)               | k. A.                        | 21,2 t                       |
| Adhäsionsgewicht             | 15,2 t                       | 14,5 t                       |
| Dienstgewicht                | 21,8 t                       | 24,0 t                       |
| Dienstgewicht + Tender       | 38,6 t                       | k. A.                        |
| Wasser                       | 2,5 m³                       | k. A.                        |
| Kohle                        | 4,7 m³                       | k. A.                        |
| Länge                        | k. A.                        | k. A.                        |
| Länge + Tender               | k. A.                        | k. A.                        |
| Höhe                         | k. A.                        | k. A.                        |

Die Dampflokomotiven „MINOTAURUS“ und „AJAX“ waren Personen- und Güterzugslokomotiven der Kaiser Ferdinands-Nordbahn. Die "AJAX" ist mit Baujahr 1841 die älteste erhaltene Dampflokomotive Österreichs und des europäischen Kontinents.

## Geschichte
Die beiden Lokomotiven wurden 1841 für die im selben Jahr eröffneten Flügelstrecke nach Stockerau bei der englischen Lokomotivfabrik Jones, Turner & Evans beschafft.
Die „AJAX“ bekam 1856 einen neuen Tender, der 1847 von der Maschinenfabrik der Wien-Gloggnitzer Eisenbahn gebaut worden war.
Die beiden Maschinen wurden 1858/1859 umgebaut und erhielten neue Kessel. 1867 erhielt die „AJAX“ sogar noch einen dritten Kessel mit 1,0 m² Rostfläche, 5,8 m² Feuerbüchs- und 52,0 m² Siederohrheizfläche. 
Die Lokomotiven hatten Innenzylinder; die Triebräder der zweite Kuppelachse waren spurkranzlos. Wegen ihrer großen Treibräder konnten die Loks auch problemlos im Personenzugdienst Einsatz finden.
Die „MINOTAURUS“ wurde 1867 aus dem Betrieb genommen und beim Bau der Mährisch-schlesischen Nordbahn eingesetzt, bis sie 1871 ausgemustert wurde.

### Verbleib
Die „AJAX“ wurde 1874 außer Dienst gestellt, aber nicht verschrottet, sondern in einem Schuppen der Nordbahn abgestellt, wo sie in Vergessenheit geriet.
Zum 70-jährigen Jubiläum der der KFNB 1908 wurde sie wiederentdeckt, restauriert, weitestgehend in den Ursprungszustand zurückversetzt und äußerlich fahrfähig wiederhergestellt.
1911 wurde sie dem österreichischen Eisenbahnmuseum übereignet und dort ausgestellt. Während der umfassenden Sanierung und Umgestaltung des Museums in den 1990er-Jahren war die Lokomotive für einige Jahre im Eisenbahnmuseum Straßhof einquartiert, ab 2006 wurde an ihr gemeinsam mit anderen historischen Fahrzeugen des österreichischen Eisenbahnmuseums in einer Halle am Wiener Nordbahnhof eine Restaurierung nach wissenschaftlichen Grundsätzen vorgenommen.
Seit Ende November 2008 ist die „AJAX“ wieder im Hauptgebäude des Technischen Museums in Wien (Ebene 2) zu besichtigen. Dort wird sie unter der Inventarnummer 40561/1 geführt.